# Turriff
Turriff (in gaelico scozzese Baile Thurra) è un paese di circa 5.700 abitanti della Scozia orientale, facente parte dell'area amministrativa dell'Aberdeenshire.